# إبرم
إبْرَمُ، قرية تاريخيَّة في شمال بلاد الشَّام.

## قصة سيف الدَّولة أثناء مروره بها
ذكر المؤرخ ياقوت الحموي أن الأمير سيف الدولة الحمداني، عندما عبر الفرات لامتلاك الشَّام في سنة 333هـ / 944م، استقبله الوجهاء، ومن بينهم الوالي أبو الفتح عثمان بن سعيد، والي حلب من قبل الإخشيد. قام أبو الفتح بلقاء سيف الدولة عند الفرات، وأكرمه سيف الدولة وأركبه معه، وسار معه. أثناء الرحلة، كان سيف الدولة يسأل أبو الفتح عن أسماء القرى التي مروا بها، فكان يجيبه كل مرة. عندما مروا بقرية اسمها إبْرِم، سأل سيف الدولة عن اسمها، فأجابه أبو الفتح: «إبرم». ظن سيف الدولة أن أبو الفتح يقصد بذلك أنه أبرمه وأزعجه بكثرة الأسئلة عن أسماء القُرى، لذا قرر أن لا يسأله عن أي شيء آخر. بعد مروره بعدة قرى دون سؤال، حينها تنبَّه أبو الفتح وقال لسيف الدولة: «يا سيدي وحق رأسك إن اسم تلك القرية إبرم فاسأل من شئت عنها». فضحك سيف الدولة وأعجب بفطنة أبو الفتح.

### فهرس المنشورات
1. 1 2  الحموي (1977)، ج. 1، ص. 70.

### معلومات المنشورات كاملة
الكتب مرتبة حسب تاريخ النشر
- ياقوت الحموي (1977)، معجم البلدان (ط. 1)، بيروت: دار صادر، OCLC:1014032934، QID:Q114913343